# Tipometro

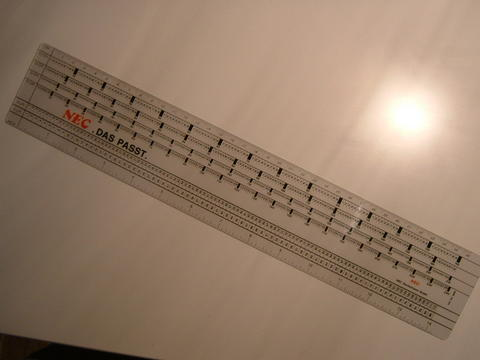
Un tipometro

Il tipometro è uno strumento utilizzato per la misurazione del corpo e della giustezza dei caratteri in tipografia. La giustezza, vale a dire la lunghezza delle linee di caratteri, si misura sulla riga graduata del corpo 12, mentre l'altezza della composizione si misura sulle righe graduate appositamente per ciascun corpo, generalmente dal corpo 6 al 12; per i corpi più grandi se ne calcolano i multipli.

## Descrizione
Il tipometro assomiglia a un righello trasparente, ma è molto più largo; sui bordi e al suo interno si trovano varie scale graduate, che corrispondono alle comuni unità di lunghezza (millimetri, pollici) e a quelle specifiche dei caratteri tipografici (punti pica, cicero, ecc.). Sono inoltre presenti le combinazioni di uso più comune nella stampa, che consentono di valutare rapidamente la dimensione del testo che si vuole misurare, la correttezza del corpo, della giustezza e dell'interlinea, ecc. 
L'idea del tipometro sembra provenire da Martin-Dominique Fertel, che nel suo «La Science pratique de l'imprimerie, contenant des instructions très faciles pour se perfectionner dans cet art» del 1723 ne enuncia i concetti di base. Ma fu Pierre Simon Fournier le Jeune che nel 1737 costruì il primo prototipo dello strumento.